# Minoa cinerearia
Minoa cinerearia är en fjärilsart som beskrevs av Otto Staudinger 1871. Minoa cinerearia ingår i släktet Minoa och familjen mätare. Inga underarter finns listade i Catalogue of Life.